# Secondo Fronte Unito

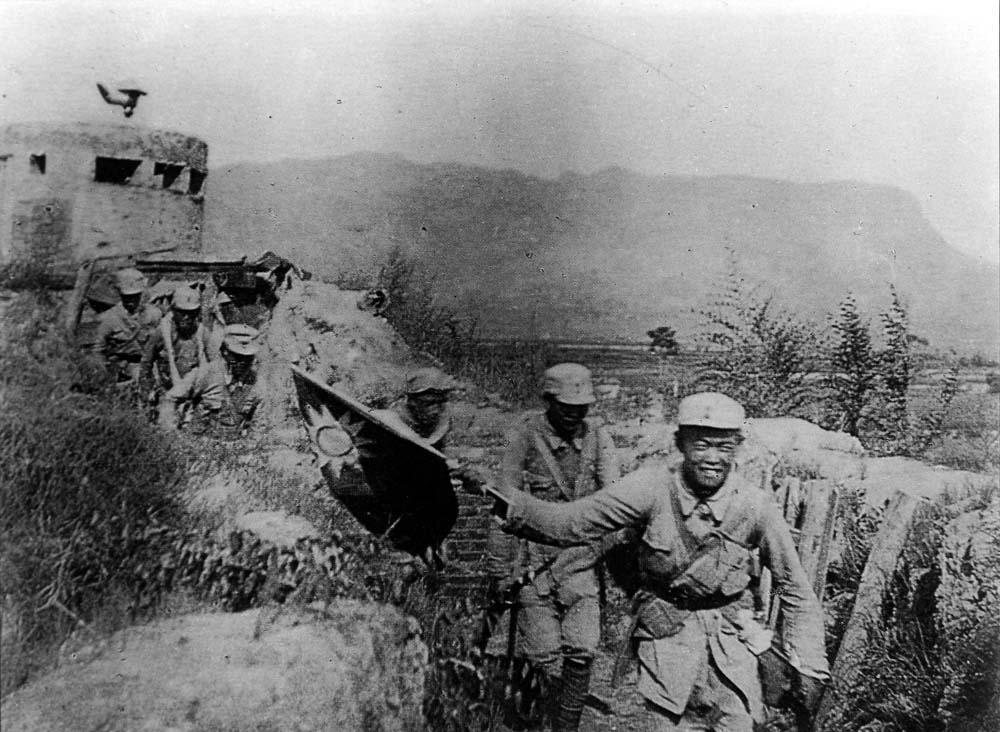
Un soldato comunista sventola la bandiera dei nazionalisti della Repubblica di Cina dopo la vittoriosa offensiva dei cento reggimenti contro i giapponesi durante la seconda guerra sino-giapponese

Il Secondo Fronte Unito fu l'alleanza tra il Partito Nazionalista Cinese (Kuomintang, o KMT) e il Partito Comunista Cinese (PCC) per resistere all'invasione giapponese durante la seconda guerra sino-giapponese. L'alleanza sospese la guerra civile cinese dal 1937 al 1946.

## Antefatto
Nel 1927 i comunisti cinesi si erano rivoltati contro il Kuomintang a seguito del massacro di Shanghai, commesso dall'Esercito Rivoluzionario Nazionale comandato da Chiang Kai-shek, che segnò la fine della collaborazione quadriennale del KMT con l'Unione Sovietica e la cooperazione con il PCC durante la Spedizione del Nord per sconfiggere i signori della guerra e unificare la Cina.
Nel 1931 i giapponesi lanciarono l'invasione e successiva occupazione della Manciuria. Chiang Kai-shek, che era a capo del governo centrale della Cina, decise che si sarebbe dovuta evitare una guerra totale con il Giappone a causa delle turbolenze interne e di una preparazione inadeguata. Pertanto, egli "perseguì una strategia morbida con il Giappone mentre lottava per una vera unità nazionale e per creare una forza sufficiente per affrontare l'esercito imperiale. Questa politica di pacificazione durò per altri sei anni". Anche se le campagne contro i comunisti culminarono nella Lunga marcia e comportarono la riduzione del 90% delle rivolte, egli non fu in grado di debellarle definitivamente, e pertanto non riuscì a realizzare la sua idea di "pacificazione interna prima della resistenza esterna" ((ZH) : 攘外必先安内S) ed era molto impopolare tra la popolazione cinese, cosa che causò un risentimento diffuso nei confronti dei capi del KMT e dei loro alleati, i signori della guerra.

## Incidente di Xi'an
Nel 1936, Chiang Kai-shek assegnò al "giovane maresciallo" Zhang Xueliang il compito di sopprimere l'Armata Rossa Cinese del partito comunista. Le battaglie contro l'Armata Rossa causarono grandi perdite alle forze di Zhang, ma Chiang Kai-shek non fornì alcun supporto alle sue truppe.
Il 12 dicembre 1936, Zhang Xueliang profondamente insoddisfatto rapì Chiang Kai-shek a Xi'an per porre fine al conflitto tra KMT e PCC. Per garantire la liberazione di Chiang, il KMT fu costretto ad accettare una sospensione temporanea della guerra civile cinese e la formazione di un'alleanza PCC e KMT contro il Giappone, il 24 dicembre 1936.
La Lega Democratica Cinese, un'organizzazione ombrello costituita da tre partiti politici e tre gruppi di pressione, accettò di prendere parte al fronte unito di KMT e PCC.

## Cooperazione durante la guerra di resistenza
Come risultato della tregua tra KMT e PCC, l'Armata Rossa fu riorganizzata nella Nuova Quarta Armata e nell'VIII Armata della Strada, che furono poste sotto il comando dell'Esercito Rivoluzionario Nazionale. Il PCC accettò la leadership di Chiang Kai-shek e iniziò a ricevere un sostegno finanziario dal governo centrale gestito dal KMT.
Dopo l'inizio dei combattimenti su grande scala tra Cina e Giappone, le forze comuniste combatterono in alleanza con le forze del KMT durante la Battaglia di Taiyuan, e il punto più alto della loro cooperazione arrivò nel 1938 durante la Battaglia di Wuhan.
Tuttavia, i comunisti sottoposti alla catena di comando dell'Esercito Rivoluzionario Nazionale lo erano solo teoricamente. Essi agirono indipendentemente e difficilmente ingaggiarono aspre battaglie contro i giapponesi impegnandosi piuttosto in episodi di guerriglia. Il livello del coordinamento effettivo tra PCC e KMT, durante la seconda guerra sino-giapponese, fu minimo.

## Rottura e conseguenze
Nonostante la parentesi del Secondo Fronte Unito, i comunisti e il Kuomintang stavano ancora lottando per il vantaggio territoriale nella "Cina libera" (cioè quelle aree non occupate dai giapponesi o nelle mani di governi fantoccio). L'alleanza iniziò a rompersi alla fine del 1938 come risultato degli sforzi dei comunisti di espandere in modo aggressivo la loro forza militare attraverso l'assorbimento delle forze di guerriglia cinesi dietro le linee nemiche. Per le milizie cinesi, che rifiutarono di cambiare bandiera, il PCC li chiamò "collaboratori" e quindi attaccò le loro forze. Ad esempio, l'Armata Rossa di He Long attaccò e spazzò via una brigata di cinesi comandata da Zhang Yin-wu nello Hebei nel giugno del 1939.
La situazione precipitò tra la fine del 1940 e l'inizio del 1941, quando ci furono importanti scontri tra le forze comuniste e quelle del KMT. Nel dicembre 1940, Chiang Kai-shek chiese che la Nuova Quarta Armata del PCC evacuasse le province di Anhui e Jiangsu. Sotto intensa pressione, i comandanti della Nuova Quarta Armata obbedirono, ma furono aggrediti e sconfitti dalle truppe nazionaliste nel gennaio 1941. Questo scontro, che è noto come Incidente della Nuova Quarta Armata, indebolì la posizione del PCC nella Cina centrale e pose fine a qualsiasi cooperazione sostanziale tra i nazionalisti e i comunisti, per cui entrambe le parti si concentrarono sulla inevitabile guerra civile.
Successivamente, all'interno delle province occupate dai giapponesi e dietro le linee nemiche, le forze del KMT e del PCC compirono guerre tra loro, con i comunisti che alla fine distrussero o assorbirono le forze nazionaliste partigiane o le indirizzarono nelle forze fantoccio dei giapponesi. Anche i comunisti sotto la guida di Mao Zedong iniziarono a concentrare la maggior parte delle loro energie sulla costruzione della loro sfera di influenza ovunque si fossero presentate opportunità, principalmente attraverso organizzazioni di massa rurali, amministrative, distribuendo terra e facendo una riforma fiscale a favore dei poveri contadini. Il KMT, invece, assegnava molte divisioni del suo esercito regolare per effettuare il blocco militare delle aree occupate dal PCC nel tentativo di neutralizzare la diffusione dell'influenza comunista fino alla fine della Seconda guerra sino-giapponese.
Dopo la fine della seconda guerra sino-giapponese, Chiang Kai-shek e Mao Zedong tentarono di impegnarsi in colloqui di pace. Questo sforzo fallì e nel 1946 il KMT e il Partito Comunista Cinese furono impegnati in una guerra civile a tutto campo. I comunisti furono in grado di ottenere le armi sequestrate ai giapponesi e colsero l'opportunità di scontrarsi con il KMT già indebolito. Nell'ottobre del 1949, Mao Zedong fondò la Repubblica Popolare Cinese, mentre Chiang Kai-shek si ritirò nell'isola di Taiwan.